# Бриквил
Бриквил (фр. Bricqueville) насеље је и општина у северној Француској у региону Доња Нормандија, у департману Калвадос која припада префектури Баје.
По подацима из 2011. године у општини је живело 142 становника, а густина насељености је износила 21,19 становника/km². Општина се простире на површини од 6,7 km². Налази се на средњој надморској висини од 28 метара (максималној 42 m, а минималној 0 m).

## Демографија
| 1962. | 1968. | 1975. | 1982. | 1990. | 1999. | 2011. |
| ----- | ----- | ----- | ----- | ----- | ----- | ----- |
| 198   | 216   | 183   | 129   | 116   | 110   | 142   |

График промене броја становника у току последњих година